# Papyrus Rylands 9
Papyrus Rylands 9 ist ein demotischer Papyrus, der die Petition eines altägyptischen Priesters aus der Zeit Dareios’ I. (513 v. Chr.) enthält. Das Dokument, das in el-Hibe gefunden wurde, befindet sich heute in der John Rylands Library in Manchester.
Der Papyrus besteht aus der langen Eingabe des Peteese, eines einfachen Schreibers am Tempel des Amun von el-Hibe, an einen hohen Beamten (senti) in Memphis. Im Zuge dieser Petition erzählt er über mehrere Kolumnen hinweg seine Familiengeschichte, die bis in die Zeit Psammetichs I. (664 v. Chr.) zurückführt. Peteese entstammt nach diesen Angaben einer Familie von einstigen Hafenmeistern, die über viel Einfluss und bedeutende Priesterämter in el-Hibe verfügten. Seiner Familie wurden diese Ämter jedoch durch Intrigen der anderen Priester genommen. Peteese machte daher seine Ansprüche auf die Priesterämter und die damit verbundenen Einkünfte geltend.
Papyrus Rylands 9 ist eine wichtige Quelle für die Rekonstruktion der Verwaltung des alten Ägyptens in der Saïtenzeit (26. Dynastie) und frühen Perserzeit (27. Dynastie). Darüber hinaus gibt das Dokument einen lebhaften Einblick in die Verhältnisse unter den Priestern eines Provinztempels im Ägypten der Spätzeit.